# Devoir de réserve
Un devoir de réserve est une obligation qui consiste, notamment pour un juge ou un haut fonctionnaire, a rester neutre dans sa fonction, et pour l'image d'impartialité de l'État lui-même, dont cette personne agit à titre de représentant.

## Droit américain
La loi Hatch de 1939 limite l'activité publique des fonctionnaires américains dans l'exercice de leurs missions.

## Droit canadien
En droit canadien et québécois, les juges ont un devoir de réserve dans leur comportement public. Ce devoir figure notamment à l'article 8 du Code de déontologie de la magistrature québécois.
D'après l'ouvrage L'éthique dans la fonction publique québécoise, il est exigé une plus grande réserve des hauts fonctionnaires.
Dans le préambule de la Loi sur la laïcité de l'État, il est écrit que la loi vise à « établir un devoir de réserve plus strict en matière religieuse à l’égard des personnes exerçant certaines fonctions, se traduisant par l’interdiction pour ces personnes de porter un signe religieux dans l’exercice de leurs fonctions ». Les personnes visées par ce devoir de réserve sont à l'annexe II de la loi : cela inclut notamment les enseignants du réseau public, les agents de la paix, les avocats poursuivants, les avocats et notaires du gouvernement québécois, les juges de paix fonctionnaires, les juges administratifs, les arbitres en droit du travail et les présidents et vice-présidents de l'Assemblée nationale.

## Droit français
Dans la fonction publique française, le devoir de réserve est une exception au principe général de liberté d'expression des fonctionnaires,,. Cette obligation de mesure dans les propos est néanmoins limitée en particulier si les responsabilités hiérarchiques de l'agent qui s'exprime sont faibles ou s'il s'exprime sous un mandat syndical. Par ailleurs, la loi oblige le fonctionnaire qui aurait reçu un ordre manifestement illégal et de nature à compromettre gravement l’intérêt public à désobéir,.